# Sant Paul e Valmala
Sant Paul e Valmala (en francès Saint-Paul-et-Valmalle) és un municipi occità del Llenguadoc, situat al departament de l'Erau i a la regió d'Occitània.